# Meister Oelze
Meister Oelze ist ein 1892 von Johannes Schlaf verfasstes Drama in drei Aufzügen, das als Musterwerk des konsequenten Naturalismus gilt.
Der deutsche Dramatiker, Erzähler und Übersetzer Johannes Schlaf schuf zusammen mit Arno Holz viele literarische Arbeiten des Naturalismus. Dieser „konsequente Naturalismus“ findet sich auch in Meister Oelze wieder. Das Werk galt einst als das „umstrittenste Werk des Naturalismus“ und gilt noch heute als der „Gipfel des konsequent naturalistischen Dramas“.
Im Meister Oelze machte Schlaf von dem bis dahin unbekannten Sekundenstil Gebrauch, womit er versuchte, seinen Werken mehr Wirklichkeitsnähe und Echtheit zu verleihen. Hierbei war eines seiner Hauptziele die exakte Wiedergabe der Wirklichkeit. Zudem kommen kaum auktoriale Erzählweise, sondern vorwiegend personale Erzählweise und Dialoge vor. Großen Wert legte Schlaf auf die exakte Darstellung der Dialoge mit allen Wörtern, Wortfetzen, Pausen, Dialekt etc. Es kommt zu einer annähernd zeitdeckenden Erzählung (Erzählzeit entspricht erzählter Zeit) bis hin zum Zeitlupeneffekt (Erzählzeit länger als erzählte Zeit).
Schlaf selbst bezeugt die Bedeutung, die Maurice Maeterlincks und dessen frühere Theaterstücke, insbesondere sein Einakter Intérieur, für ihn besessen haben und über den er 1906 selbst eine Arbeit veröffentlicht hatte. Er stellt neben der Familie Selicke auch Meister Oelze in einen direkten Zusammenhang mit Maeterlincks Dramen, obwohl Maeterlinck nie der naturalistischen Schule angehörte.
Nach einigen Privataufführungen fand am Ostersonntag 1900 die erste öffentliche Aufführung des schon 1892 im Druck erschienenen Werks in Magdeburg statt, stieß jedoch beim Publikum auf wenig Resonanz. Eine 1892 geplante Aufführung am Münchner Theater am Gärtnerplatz durch die Reicher'sche Gastspielgesellschaft wurde durch administrativen Einspruch verhindert.
Samuel Lublinski stellte Meister Oelze als „zweiten Gipfel neben die ‚Weber‘“, und er macht Brahm den Vorwurf, dass dieser dem Werk den Weg zu Bühne versperre. „Überhaupt ist es der spezifische Skandal des letzten Jahrzehntes der deutschen Literatur, dass die Theaterdirektoren die „Familie Selicke“ und dem „Meister Oelze“ von der Bühne fernhielten, anstatt, wie es ihre Pflicht gewesen wäre, Publikum und Schauspieler mit unermüdlicher Geduld zu diesem Werk zu erziehen.“

## Personen
- Franz Oelze, Tischlermeister
- Rese, seine Frau
- Emil, ihr Sohn
- Die alte Frau Oelze
- Pauline, Oelzes Stiefschwester
- Mariechen, ihre Tochter
- Frau Weidenhammer
- Patschke, der Geselle

## Aufbau
Der Aufbau des Dramas orientiert sich weitgehend am klassischen Vorbild. Die Handlung spielt sich ausschließlich im Wohnzimmer der Familie Oelze ab. Die Handlung ist geschlossen und ein Strang. Die ersten beiden Aufzüge finden an ein und demselben Abend statt und der dritte und letzte Aufzug spielt einige Tage später. Daraus ergibt sich die Einheit von Ort, Handlung und im weiteren Sinne auch der Zeit. Jedoch ist keine der Figuren adelig und somit folgt eine Aufhebung der Ständeklausel. Das ganze Drama ist in thüringisch-sächsischer Dialektfärbung geschrieben, was dem typischen naturalistischen Drama entspricht. Alle auftretenden Personen sprechen diesen Dialekt, wodurch sich auf sprachlicher Ebene keine Person oder Personengruppe von der anderen abheben kann. Zudem steht das Drama unter dem Einfluss von Zolas Thérèse Raquin (1878).

## Inhalt

### Handlungsüberblick
Das naturalistische Drama Meister Oelze, das in der Gegenwart spielt, zeigt in drei Akten die Tragödie einer Familie auf. Das Geschehen wird von einem zwanzig Jahre zurückliegenden Verbrechen bestimmt; Tischlermeister Oelze, der in einer thüringischen Kleinstadt lebt, hat Besuch von seiner Stiefschwester Pauline und deren siebenjähriger Tochter Mariechen.
Pauline vermutet, dass Franz Oelze sie und ihren Bruder vor Jahren um das Erbe gebracht hat, indem er zusammen mit seiner Mutter, der zweiten Frau des gemeinsamen Vaters, diesen kurz vor Paulines Hochzeit vergiftet habe. Pauline, die, so scheint es, unter ärmlichen Verhältnissen in einer Großstadt lebt und mit einem Trinker verheiratet ist, will Oelze während ihres Besuchs dazu bringen, dass er die Tat am Vater gesteht. Denn sie will Gewissheit und besteht darauf, dass ihr Bruder endlich Verantwortung für seine Tat übernimmt. Franz ist ebenso wie seine Mutter schwer krank und versucht sich mit allen Mitteln gegen ein Geständnis zu wehren. Dabei fällt immer wieder seine gehässige und zynische Art auf, mit der er sich zu wehren versucht. Im Mittelpunkt des Geschehens stehen die verbalen Auseinandersetzungen der beiden Geschwister. Doch trotz Paulines Bemühungen verfehlt sie ihr Ziel. Franz Oelze erliegt seiner schweren Krankheit und stirbt im Beisein seiner Familie – ohne ein Geständnis abgelegt zu haben.

### Inhalt der drei Aufzüge

#### 1. Aufzug
(Im Wohnzimmer des Hauses der Familie Oelze)
Der erste Akt wird durch eine für den Naturalismus typische Milieuschilderung über die Regieanweisung begonnen. Er hat vieles von einer klassischen Exposition, die die Entwicklung des Dramas einleitet, über die Vorgeschichte berichtet, die handelnden Personen vorstellt und charakterisiert und zudem auch die Spannung für die folgenden Szenen aufbaut. Der Lebensraum der Familie Oelze wird detailreich beschrieben.
Franz Oelzes Stiefschwester Pauline und deren Tochter Mariechen sind zu Besuch im Hause Oelze, da Mariechen krank ist und sich erholen und zu neuer Kraft kommen soll.
Pauline, die bei der Näharbeit in ihrem Sessel eingeschlafen ist und Mariechen, die mit Stricken beschäftigt ist, sitzen im Wohnzimmer des Hauses. Auf einmal wird Pauline durch das laute Geschrei der Großmutter geweckt und muss ihre Tochter trösten, da diese Angst bekommen hat. Die beiden reden über die Situation im Hause Oelze und Mariechen verdeutlicht, dass sie sich unwohl fühlt und so schnell wie nur möglich wieder nach Hause will, auch wenn dies schlechtere Lebensbedingungen mit sich bringen würde. Sie beklagt, dass der Onkel immer krank sei und auch die alte Großmutter mache ihr Angst mit ihrem Geschrei. Doch die Mutter wehrt dies ab. Mariechen gibt zu, dass sie auf ihren Cousin Emil neidisch wäre, da dieser so schön Klavier spielen könne und sie dies auch gern können würde. Daraufhin deutet die Mutter an, dass sie dies auch könnte, wenn sie nicht bestohlen worden wären, denn alles hätte man ihnen genommen. Sie will jedoch nicht näher darauf eingehen. Einige Minuten später taucht Frau Weidenhammer auf, die eine frühere Klassenkameradin Paulines ist. Auch Rese, die Frau Franz Oelzes kommt hinzu und beklagt die viele Arbeit, die sie mit der Großmutter habe und den schlechten gesundheitlichen Zustand Franz’. Dieser sei in den letzten Wochen immer schlechter geworden und Franz sei nur noch am husten und spucke zudem auch Blut. Die dankt Pauline, für deren Hilfe im Haushalt und sagt, dass sie froh ist über ihren Besuch sei, da sie es anders nicht schaffen würde. Franz sei zu geizig um ihr eine Haushaltshilfe einzustellen. Pauline ist sehr froh über diese Worte, deutet jedoch an, dass Franz alles andere als froh sei über ihren langen Aufenthalt. Als Rese das Zimmer verlässt, um ihrer Arbeit nachzukommen, spricht Frau Weidenhammer den plötzlichen Tod des Vaters von Pauline und Franz an. Pauline gerät in Rage und zweifelt an dem natürlichen Tod ihres Vaters, da er gesund war und auf die Hochzeit von Pauline und ihrem Mann kommen wollte. Sie spekuliert, dass es wohl etwas mit dem Erbe zu tun habe, da das ganze Vermögen Franz und der Großmutter zugutekam und sie leer ausging. Daraufhin erzählt ihr Frau Weidenhammer von dem schlechten Ruf Franz im Dorf. Auch die Leute redeten über den plötzlichen Tod und das Erbe und wunderten sich. Niemand könnte Franz Oelze zwar etwas Schlechtes nachweisen, trotzdem kam er ihnen seltsam vor und sie mieden ihn. Dies führt dazu, dass dessen Tischlerei schlecht liefe. Frau Weidenhammer wundert sich darüber, dass Pauline so lange schon bei der Familie Oelze sei, obwohl sie sich so unwohl fühlt und Pauline deutet an, dass sie noch Absichten habe, geht jedoch nicht näher darauf ein.
Frau Weidenhammer verlässt das Haus und Franz Oelze kommt hinzu. Sofort gerät er mit Pauline in einen Streit und wirft ihr vor, dass ihr Mann deren ganzes Geld versaufen und verrauchen würde. Pauline greift erneut das Thema des Todes ihres Vaters auf und macht ganz deutlich, dass sie an der ganzen Sache Zweifel habe. Franz hingegen geht gar nicht auf sie ein, lacht sie nur aus und fragt sie, wieso sie seit 20 Jahren immer noch nicht über etwas anderes reden kann. Er will von ihr wissen, wann sie endlich wieder abreise. Er macht dabei kein Geheimnis daraus, dass ihre Anwesenheit ihm unangenehm ist und ihn sehr stört. Pauline wehrt dies ab und sagt ihm, dass sie zu Hause auch gut ohne sie zurechtkommen und dieses Haus auch ihr Elternhaus sei und sie schon Jahre lang nicht mehr hier war. Als das Gespräch erneut auf das Erbe kommt erzählt Pauline, dass die Großmutter in ihrem Wahn gesagt hätte, dass sie den Großvater vergiftet haben. Franz wird wütend und sagt, dass es jetzt eh zu spät wäre und was ihm gehöre auch bei ihm bleibt und ihm keiner etwas wegnehmen könne. Pauline merkt an, dass es ihr nichts ausmache. Denn immerhin habe sie- ganz im Vergleich zu ihm- ein reines Gewissen. Franz bekommt einen Hustenanfall und Pauline will ihm helfen, doch er stößt sie weg und will ihre Hilfe nicht. Es wird deutlich, dass zwischen den beiden kein gutes Verhältnis herrscht.
Franz Sohn Emil betritt den Raum und berichtet von einem Unwetter, das draußen wütet und seinen Lausbubenstreichen.
Rese bringt unterdessen mit Hilfe von Frau Kramer die Großmutter ins Zimmer. Dies macht Franz sehr wütend und er verlässt fluchtartig das Haus, trotz Sturm.
Es wird deutlich, dass es den Personen, und vor allem Franz Oelze, schwer zu schaffen macht, dass sie auf engstem Raum agieren müssen. Sie haben keine Möglichkeit, sich aus dem Weg zu gehen und daraus resultieren Hilflosigkeit und Aggressivität. Die einzigen Informationen, die von außen in das Haus dringen, werden von den Besuchern überbracht. Im ersten Akt übernimmt diese Aufgabe Paulines alte Schulfreundin Frau Weidenhammer (11 ff.) und der nach Hause kommende 15-jährige Sohn Emil (31). Ansonsten ist die Außenwelt nur durch ihre Geräusche anwesend (43), wie zum Beispiel Wind, Sturm und die Feuerglocke. Diese Außenwelt macht sich ganz konkret durch ein „Pfeifen im Schornstein“ (6), Sturm (12, 24), und „schwarzer Himmel“ (31) deutlich. „Grade als wenn de Welt untergehn sollte!“ (31). Besonders Franz Oelze leidet an dieser Enge, was man daran sieht, dass er immer wieder Fenster und Türen öffnen lässt (45, 62, 65) und am Ende des ersten Aktes sogar die Flucht nach draußen antritt.

#### 2. Aufzug
(Im Wohnzimmer des Hauses der Familie Oelze)
Der zweite Akt, der innerhalb eines dreiaktigen Dramas Ort der Zuspitzung und der Konfliktentfaltung ist, erfüllt auch hier diese Funktion. Jedoch kann man nicht von einer fortschreitenden Handlung sprechen. Auch wenn das Drama noch keinesfalls zu Ende ist, so wird gerade in den letzten beiden Akten die Handlung vernachlässigt und damit das typisch Naturalistische erkennbar.
Die Eindrücke aus dem ersten Akt werden zu Beginn des 2. Aktes verstärkt.
Immer noch ist laut und deutlich der Wind zu hören, wie er ums Haus pfeift (35, 38) und Mariechen ängstigt (35 f.). Der zweite Aufzug beginnt mit Emil und Mariechen, die allein mit der Großmutter in der Wohnstube sind. Emil macht Mariechen Angst damit, dass er sie allein mit der Großmutter lässt. Sie klauen Birnen und essen sie. Dabei fallen einige auf den Kopf der Großmutter, doch diese zeigt keinerlei Reaktion. Rese und Pauline kommen hinzu und bringen die Großmutter aus dem Zimmer. Dabei erwähnt Rese immer und immer wieder, dass sie sich Sorgen um Franz macht, da er einfach gegangen ist und der Sturm draußen immer schlimmer wird. „Ich hawwe so ’ne Unruhe?!“ (42).
Auf einmal hören sie, wie die Feuerglocke läutet (43). Rese macht sich immer größere Sorgen um ihren Ehemann. Doch dann taucht dieser plötzlich und völlig betrunken auf. Er erzählt, dass er in der Wirtschaft war und dort auch ein Bier getrunken hat. Darauf reagiert Rese sehr missmutig, da der Arzt Franz geraten hat, keinen Alkohol zu trinken. Voller Begeisterung erzählt Franz von seinen Erlebnissen in der Wirtschaft und fordert seine Frau auf, ihm ein Glas Wein zu bringen. Diesen trinkt er zur Hälfte und gibt den zweiten Teil seinem Sohn Emil. Daraufhin erzählt er allen, dass Emil ein sehr schlauer Junge wäre und immer zu den Klassenbesten gehöre und dass er sogar Griechisch lerne. Er möchte, dass Emil später einmal studiert und dann Pastor werden soll. Denn damit lasse sich das meiste Geld verdienen und das sei schließlich in der Gesellschaft das Wichtigste. Als Pauline daraufhin Einspruch einlegt, reagiert Franz wütend und weist sie zurück. Er beschimpft die anwesenden Frauen als dummes Pack. Immer wieder bildet er sich ein, dass es an der Tür geklopft hat und jemand draußen wäre.
Pauline erzählt, dass sie damals in der Nacht vor ihrer Hochzeit den Tod des Vaters vorhergesehen hat und in dieser Nacht Gespenster gesehen hat (51). Sie berichtet, dass sie alleine zu Hause im Bett gelegen hat und alle Türen verschlossen waren, als sie auf einmal aus der Stube Geräusche und ein lautes Klirren gehört hat. Daraufhin wäre sie in die Stube gegangen und hätte auf dem Boden zerbrochenes Geschirr liegen sehen. Es wäre das Geschirr gewesen, das ihr damals ihr Vater geschenkt habe. Doch dieses habe so weit hinten im Regal gestanden, dass es unmöglich von alleine runtergefallen sein könne. Voller Angst ging sie durch das Haus und überprüfte die Schlösser an den Türen. Doch alle Türen waren verschlossen und es sei kein anderer im Haus gewesen. Sie ging zurück ins Bett und als sie einige Minuten darin lag, sah sie eine weiße Gestalt im Zimmer. Voller Angst vergrub sie sich unter der Decke und schaute erst nach langer Zeit wieder heraus. Da sah sie vor sich eine weiße Gestalt, mit Nase, Armen, Beinen und einem weißen Bart: ihr Vater. Sie hörte einen lauten Seufzer und hinfort war er. In dieser Nacht bekam sie die Nachricht vom Tod ihres Vaters.
Darüber macht sich Franz jedoch nur lustig.
Erneut kommen sie auf den Brand zu sprechen und spekulieren darüber, ob es sich vielleicht um Brandstiftung handle. Herr Hecht, bei dem es brenne, sei ein sehr böser Mann und habe vor einigen Tagen sogar seinen Knappen verprügelt. Pauline will dies mit einem Zaubertrick prüfen (56 f.). Dafür benötige sie eine Bierflasche, eine Bibel und den alten Haustürschlüssel. Sie positionierte die Bibel auf dem Flaschenhals und machte mit dem Schlüssel kreisförmige Bewegungen über die Bibel. Dabei murmelte sie einige Worte und den Namen des Verdächtigen. Als sie dessen Namen sagt, fällt die Bibel runter, was der Beweis dafür sein soll, dass er schuldig ist. Alle Anwesenden sind beeindruckt, doch Franz glaubt nicht an diesen Hokuspokus und wird wütend. Doch Pauline beharrt darauf, dass diese Methode richtig sei, um jemandem die Schuld nachzuweisen. Denn auf diese Weise seien schon allerhand Diebe und sogar Mörder entdeckt worden, womit sie wohl eine Andeutung auf Franz macht.
Erneut legt sie die Bibel auf die Flasche und murmelt einen Namen. Die Bibel fällt herunter. Als Franz dies sieht, wird er leichenblass und nervös. Pauline wettet mit ihm, dass er sich nun nicht mehr traue rauszugehen. Franz wird wütend und will ihr das Gegenteil beweisen. Nervös und voller Angst verlässt er das Haus in Richtung Schuppen. Die anderen warten gespannt am Fenster, als auf einmal ein lauter Schrei ertönt und Franz völlig verängstigt zurückkehrt. Mit Blut in den Mundwinkeln betritt er das Haus und kann nur noch stottern. Rese will sofort den Arzt rufen und Pauline murmelt nur: „Stille! Stille!“
Das Unwetter, das draußen wütet, spiegelt die Situation im Hause wider. Alles beginnt mit einem kleinen Sturm, doch es wird immer schlimmer und es braut sich ein Unwetter der schlimmsten Art zusammen. Je schlimmer der Streit der Geschwister wird, desto unberechenbarer wird auch das Wetter.

#### 3. Aufzug
(Im Wohnzimmer des Hauses der Familie Oelze, einige Tage später)
Der dritte und letzte Akt stellt konsequent die beiden Geschwister in den Mittelpunkt.
Rese und Pauline kümmern sich um Franz, der mit hohem Fieber im Bett liegt und fantasiert. Es ist bereits mitten in der Nacht, fast schon wieder Morgen, und Pauline will die besorgte Rese ins Bett schicken, da diese bald schon wieder aufstehen muss und Ruhe braucht.
Rese ist jedoch zunächst zu besorgt und will bei ihrem Mann bleiben. Sie bemerkt „Un der Himmel so klar! – ‚s gibt e prachtvolln Tag heite!“ (62), was den Zuschauer auf ein gutes Ende hinsichtlich Pauline hoffen lässt. Nach einiger Zeit verlässt sie jedoch den Raum, um sich schlafen zu legen. Franz hat weiterhin schlimme Fantasien. In einem klaren Moment will er von Pauline wissen, was mit ihm los ist und ob ein Arzt bei ihm gewesen sei. Pauline erklärt ihm, dass es mitten in der Nacht sei und deswegen kein Arzt da war, er jedoch bald sterben wird. Er wirft Pauline vor, dass sie an seiner Lage schuld sei, da sie ihn kaputt gemacht hat. Daraufhin will diese gehen, doch Franz hält sie zurück und ruft sie zu sich. Pauline denkt, dass er den Mord am Vater zugeben will und geht zu ihm. Doch dann fantasiert er erneut. Er fleht Gott an, dass er ihm seine Sünden verzeiht. Er ist so abwesend und in seinem Wahn versunken, dass ihn sogar das Bild seines Vaters an der Wand Angst einjagt (65). Ihn quälen erneut die Enge und die „stickige“ Luft (65). Als er Pauline erneut zu sich ruft, kratzt er diese und sagt, dass er sie auch mit dem Messer erstochen hätte, wenn er die Kraft dazu hätte. In seinem Fieberwahn sieht er eine Person vor dem Fenster und Pauline redet ihm ein, es wäre ihr toter Vater. Als er Pauline erneut zu sich ruft, um ihr etwas anzuvertrauen und sie dann wieder von sich weist, wird diese wütend. Franz will, dass sein Sohn Emil zu ihm kommt.
Rese und Emil kommen in den Raum. Franz verlangt von Emil, dass dieser sein Zeugnis bringt, damit er es unterschreiben kann. Als er es bringt, muss Emil es vorlesen. Emil ist beschämt über seine schlechte Note in Religion. Doch Franz besteht weiterhin darauf, dass Emil einmal Pastor wird. Selbst das sagt er ihm noch auf dem Totenbett.
Als die beiden Frauen über seinen Zustand reden, vermutet Franz eine Verschwörung und wirft den beiden vor, sie haben ihn vergiftet.
Doch dann erliegt er seinen Leiden und stirbt. Rese und Emil weinen und sind sehr traurig. Rese sagt Pauline, dass selbst sie über den Tod ihres Bruders traurig sei. Doch diese kann nur bitter lachen.
Dies hat zur Folge, dass es keine Lösung im Stück gibt. Franz Oelze ist gestorben, ohne vorher seine Tat gestanden zu haben. Somit ist Pauline gescheitert. Keiner der beiden hat gewonnen oder hat aus der ganzen Sache etwas gelernt. Die handelnden Personen sind nicht schlauer als zuvor.

## Einzelbetrachtung der Figuren
Franz Oelze
Franz Oelze, der dem Drama seinen Namen gibt, ist ein Haupthandlungsträger und unter anderem Auslöser für die bestehenden Konflikte. Er ist mit Rese Oelze verheiratet und gemeinsam haben sie einen Sohn namens Emil. Auch hat er eine Halbschwester, Pauline, die aus einer Beziehung von seinem Vater und einer anderen Frau hervorging. Jedoch hat er eine sehr große Abneigung gegen Pauline und deren Tochter Mariechen. Er schafft es nicht, normal mit ihnen zu reden oder umzugehen, da ein tiefgehender Hass zwischen den beiden besteht und sie es nicht schaffen, diesen zu überwinden.
Er geht dem Beruf des Tischlermeisters nach. Jedoch läuft das Geschäft nicht allzu gut, da er in seinem Heimatdorf keinen guten Ruf hat und er den meisten Menschen im Ort unsympathisch ist.
Oelze ist schwer krank. Ihm fällt das Atmen sehr schwer und er wird von einem ständigen Husten geplagt. Es geht so weit, dass er zeitweise sogar Blut hustet und letztendlich auch seiner Krankheit erliegt und stirbt.
Er „tritt hustend ins Zimmer. Vornübergebeugt, engbrüstig, abgemagert. Eingefallenes, gelbes, bartloses Gesicht [...]. Er geht schweratmend auf den Lehnstuhl zu.“ (23). Diese negative Darstellung seines Äußeren spiegelt sich auch in seinem Wesen wider. Er wirkt aufbrausend, jähzornig und sehr verbittert. Er lässt sich auf keine Diskussionen ein, sondern schreit immer rum, oder verlässt den Ort des Geschehens. Er scheint kein Gewissen zu haben. Denn alles, was bei ihm zählt, ist Geld und die daraus resultierende Macht, die einem dann entgegengebracht wird.
Pauline
Pauline ist die Halbschwester von Franz Oelze. Sie hat einen weiteren Bruder, ist verheiratet und aus dieser Ehe geht eine Tochter, Mariechen, hervor. Zu ihrem Mann scheint sie ein schlechtes Verhältnis zu haben und es wird angedeutet, dass dieser ein Trinker ist. Auch scheint es, dass sie nicht das Bedürfnis verspürt, wieder nach Hause zu fahren zu ihrem Mann.
Sie ist zu Besuch bei ihrem Bruder und dessen Frau. Als Grund für ihren Besuch nennt sie den Gesundheitszustand ihrer Tochter, jedoch wird schnell klar, dass der Grund ein ganz anderer ist; sie will ihrem Halbbruder die Schuld am Tod ihres Vaters nachweisen, denn sie fühlt sich von ihm bestohlen (10). Oelze soll ihr und ihrem Bruder das ganze Erbe vorenthalten haben (18f.). Sie hat zu Franz kein gutes Verhältnis und beschimpft ihn immer wieder zum Beispiel als „Du Hund!“ (9) und bezeichnet ihn als „Merder“ (22). Zudem sieht sie in ihrem Bruder den „leibhaft’gen Satan“ (19).
Pauline wird als „eine kräftige Frau in der Mitte der Vierziger mit hübschen derben, energischen Gesichtszügen“ (1) beschrieben. „Glatt nach beiden Seiten gescheiteltes Haar“ (2) Zudem trägt sie ein „einfaches, kaputtenes Hauskleid“ (2).
Mariechen
Sie ist die Tochter von Pauline. Mariechen ist sieben Jahre alt und ebenfalls zu Besuch bei der Familie Oelze. Doch sie fühlt sich in deren Haus sehr unwohl. Sie hat Angst vor Franz Oelze und dessen Mutter. Auf die Frage ihrer Mutter, ob es ihr bei den Oelzes denn nicht gefall, antwortet sie mit „ach nee, gar nicht“ (3). Die Gespräche, die die Großmutter oft im Wahn führt, jagen Mariechen große Angst ein.
Emil
Emil ist der Sohn von Franz und Rese Oelze. Er ist 15 Jahre alt und ein sehr guter Schüler. Er hat in allen Fächern gute Noten, außer in Religion, dort hat er nur eine 4. Trotzdem sieht sein Vater für ihn vor, dass er später einmal Pastor wird.
Emil verhält sich gegenüber den auftretenden Frauen sehr respektlos und veralbert unter anderem seine Mutter. Dieses Verhalten bekommt er von seinem Vater vorgelebt und keiner hindert ihn daran, mit seinen Mitmenschen so respektlos umzugehen. Auch macht er sich einen Spaß daraus, Mariechen Angst einzujagen und zieht diese dann damit auf. Er weiß, dass er älter ist und ihr somit überlegen und nutzt dies zu seiner Belustigung aus. Emil ist ein kaltherziges Kind, das weder Liebe ausstrahlt, noch die Liebe anderer annimmt.
Rese
Rese ist die Frau von Franz Oelze. Sie ist „Groß, vierschrötig und gesund“ (6). Sie verbringt ihren Tag damit, die Großmutter zu versorgen, sich um Emil und ihren Mann zu kümmern und den Haushalt zu führen. Sie fühlt sich jedoch mit all den Aufgaben überfordert und ist sehr froh darüber, dass Pauline zu Besuch ist und sie dabei unterstützt. Auch kann sie ihrem Sohn Emil kein Kontra bieten und wird von diesem oft veralbert. Sie unternimmt jedoch nichts dagegen.
Die alte Frau Oelze
Sie ist die Mutter von Franz Oelze. Sie ist schon sehr alt und Nervenkrank. Sie spricht oft im Wahn und es kommt auch vor, dass sie stundenlang gar nicht ansprechbar ist und nur noch ihre letzten Wochen die ihr zu leben bleiben fristet. Sie war es, die zusammen mit Franz den Mord an ihrem Mann begangen hat.
Frau Weidenhammer
Sie ist eine Nachbarin der Familie Oelze und eine alte Schulfreunde Paulines. Schnell wird klar, dass sie eine Abneigung gegen Franz Oelze hat und diesem auch die Schuld gibt an dem Tod von seinem Vater. Sie berichtet darüber, was für ein schlechtes Bild die anderen Dorfbewohner von ihm haben.
Patschke
Er ist Oelzes Geselle und spielt nur eine kleine Nebenrolle in dem Stück. Auch macht er keinen besonders intelligenten Eindruck. Er dient nur dazu, Informationen von draußen in das Haus der Familie Oelze zu bringen.

## Motive

### Reduzierung menschlicher Beziehungen / Zerfall von Bindungen
Als erstes und bestes Beispiel lässt sich hierbei der Mord am Vater von Franz Oelze, beziehungsweise dem Ehemann der alten Frau Oelze anführen. Meister Oelze und seine Mutter sind so von dem Erbe besessen, dass sie keine Skrupel zeigen, ihren Vater bzw. Ehemann hinterlistig zu vergiften, um so frühzeitig an das Erbe zu kommen. Sie vergessen all ihre Tugenden und begehen in Gemeinschaftsarbeit einen hinterlistigen Mord. Sie töten den Menschen, der ihnen eigentlich am wichtigsten sein sollte: ihren Ehemann bzw. ihren Vater. Es ist erschreckend, dass keiner der beiden während des Dramas Reue zeigt. Die alte Frau Oelze ist geisteskrank und ihr Leben ist quasi vorbei. Von ihr ist also keine Reue mehr zu erwarten. Franz Oelze jedoch ist bei klarem Verstand und ihm sollte bewusst sein, wie schwerwiegend seine Tat ist. Er hat seinen Vater getötet. Und das aus einem ganz niederen Beweggrund; nämlich aus Geldgier. Geld hat für ihn einen höheren Rang als die Beziehung zu seinem Vater und die Moral, die bei ihm scheinbar nicht vorhanden ist. Hieran lässt sich also sehen, dass die Bedeutung menschlicher Beziehungen immer mehr in den Hintergrund gerät und materielle Werte an Wichtigkeit zunehmen.
Auch hat Meister Oelze keine Gewissensbisse, als er seine Halbschwester und seinen Halbbruder um das Erbe bringt und diese somit in Armut leben müssen, während es ihm finanziell gesehen gut geht. Denn als der Vater tot ist, geht das ganze Vermögen an Franz Oelze und seine Mutter. Sie können dadurch einen guten Lebensstandard halten und Franz Oelze kann seinem Sohn Emil eine gute Schulbildung zusichern. An seine Halbschwester und deren Bruder denkt er jedoch nicht. Diesen beiden stünde rein rechtlich gesehen auch ein gewisser Teil des Erbes zu. Doch Franz Oelze gibt diesen nichts ab. Und das obwohl er weiß, dass es seiner Halbschwester finanziell gesehen nicht sehr gut geht. Er macht sich sogar über diesen Zustand lustig und zieht sie damit auf. Auch hier ist ein klarer Zerfall von Bindung zu sehen. Franz Oelze betrügt seine eigene Schwester um ihr Erbe. Erneut handelt er skrupellos und ohne Rücksicht auf Verluste.
Die Aussicht auf Geld lässt den Haupthandlungsträger als seine Tugenden und moralischen Verpflichtungen vergessen und dies führt sogar dazu, dass er zum Mörder wird!

### Demoralisierung des Kleinbürgertums
Weder Meister Oelze noch die alte Frau Oelze zeigen für ihre Tat Reue. Es scheint sogar, als würden sie sich darüber freuen, dass ihnen bisher keiner auf die Schliche gekommen ist und keiner ihnen ihre Tat nachweisen konnte.
Meister Oelze macht sogar Witze über die Tat und über die daraus resultierende schlechte Beziehung zu seiner Halbschwester. Immer wieder veralbert er sie und erinnert sie daran, wie gut es ihm und seiner Familie geht und wie schlecht es Pauline zusammen mit ihrem Mann und ihrer Tochter Mariechen im Leben hat. Auch ist er nicht bereit dazu, seine Tat vor seiner Schwester zu gestehen. Immer wieder spricht sie ihn darauf an und verlangt, dass er endlich zugibt, welch schlimme Tat er und seine Mutter begangen haben. Doch Oelze blockt immer wieder ab und veralbert Pauline oder wird wütend und schreit sie an. Zudem ist er der Meinung, dass die Tat bereits so lange zurückliegt, dass man nicht mehr darüber reden oder sich gar Gedanken darüber machen muss, wie es sich genau zugetragen hat.
Zudem zwingt Meister Oelze seinen Sohn, später den Beruf des Pastors zu erlernen. Dies will er jedoch nur, weil er denkt, dass dieser Beruf der beste ist, um viel Geld zu verdienen. „Ehrgeiz’g musste sin! Siehste: die Bande hier, das ganze schmierige Volk, die müssen e mal unter dir stehn!“ und „Uf zweerlee musste sehn: ufs Geld un dass de de mehrschte Gewalt hast; daß de Leite nach deiner Pfeife tanzen un du nich nach ihrer!“ (50). Hier wird eine Haltung des Vaters verteidigt, die ihn selbst in die Misere seines eigenen Lebens geführt hat. Der Mord hat ihn von seiner Umwelt gelöst und ihn zum Mörder gemacht. Die Interessen und Stärken seines Sohnes interessieren ihn dabei nicht. Auch ignoriert er es, dass der ansonsten gute Schüler in Religion keine gute Note hat und dieser für den Beruf des Pastors wohl ungeeignet scheint. Das Einzige, was dem Vater wichtig ist, ist, dass sein Sohn einmal viel Geld verdient. Denn seiner Ansicht nach ist dies das Einzige, was in der Gesellschaft noch zählt. Je mehr Geld man hat, desto mehr Ansehen bekommt man dadurch auch entgegengebracht.

### Verlust der männlichen Herrschaft
Meister Oelze stellt gegenüber seiner kräftigen und gut gebauten Schwester („kräftige Frau“; 6) keinen ebenbürtigen Gegner dar. Er ist nur noch ein Schatten seiner selbst. Im dritten Aufzug spürt man, dass er Angst vor seiner Halbschwester hat. Er beschuldigt sie sogar, ihn vergiftet zu haben. Immer wieder hat er Platzangst und fühlt sich im Wohnzimmer in die Enge getrieben, macht die Fenster auf oder flüchtet ganz aus dem Haus.
Pauline scheint ihm körperlich überlegen zu sein.
Durch die Darstellung eines schwachen Mannes und einer körperlich überlegenen Frau wird die Dominanz des Mannes durch eine Dominanz der Frau abgelöst.

## Rezensionen und Aufführungen
Meister Oelze galt zu Zeiten seiner Veröffentlichung zwar als „Gipfel des konsequent naturalistischen Dramas“ und auch viele andere Naturalisten teilten die Meinung Paul Ernsts und bezeichneten Meister Oelze um das „bedeutendste Werk der Richtung“ handelte, jedoch fand es nie besonders viel Anklang beim Publikum. Die Exemplare der ersten Auflage wurden bereits 1894 antiquarisch für 20 Pfennige verkauft. Der Münchner Naturalist Conrad sprach dabei sogar von einem „Produkt der verzweifeltsten dramatischen Impotenz“.
Meister Oelze blieb weitestgehend ein Lesedrama und erlebte kaum Aufführungen. Meist kam es nur zu Aufführungen im Rahmen von Bühnenvereinen und dessen Vorstellungen nur für ihre Mitglieder waren. So am 4. Februar 1894 von der „Neuen Freien Volksbühne“, am 4. Und 5. Februar 1899 von der „Literarischen Gesellschaft“ in München, am 1. Ostertag 1900 in Magdeburg. Am 2. Februar 1901 wurde das Drama in Berlin in einer einmaligen Vorstellung gegeben. Zum 60. Geburtstag des Dichters im Jahre 1922 richteten ihm Freunde Aufführungen in Osnabrück und Weimar aus.
Die Konzentration auf das Detail, die durchweg nüchterne Beschreibung und die durch den Sekundenstil langatmige Handlung verhinderten die für eine Bühnenaufführung notwendige Handlungsentfaltung oder die dramatische Bindung der einzelnen Szenen. An das Publikum wurden völlig neue Erwartungen gestellt. Es gab keine Lösung mehr im Stück, der Zuschauer sollte sich selbst über eine mögliche Lösung Gedanken machen und die Fehler analysieren. So kam es dazu, dass Aufführungen eine Seltenheit blieben und Meister Oelze nicht den Ruhm erreichte, den ihm manche Naturalisten zusprachen.